# دوریت کوچک (فیلم ۱۹۸۷)
دوریت کوچک (انگلیسی: Little Dorrit) فیلمی است که در سال ۱۹۸۷ منتشر شد.

## بازیگران
- درک جاکوبی
- الک گینس
- میریام مارگولیس
- الن بنت
- دیوید دویل
- دیوید تیولیس
- جان مک‌انری
- پیتر مایلز
- جان ساویدنت
- رابرت مورلی
- روشن ست
- استوارت برج
- آنتونی جی
- دونالد بیسِـت
- ادوارد جوسبری
- لئونارد مگوایر
- جان وارنر
- تِـرِور رِی
- جولیا لنگ